# خانه رفیعیها
خانه رفیعیها مربوط به دوره ایلخانی - دوره قاجار است و در میبد، خیابان امام، خیابان هفت تیر، خانه امام حسین واقع شده و این اثر در تاریخ ۵ تیر ۱۳۸۴ با شمارهٔ ثبت ۱۱۹۷۰ به‌عنوان یکی از آثار ملی ایران به ثبت رسیده است.